# Stora Svartgölen (Tjällmo socken, Östergötland)
Stora Svartgölen är en sjö i Motala kommun i Östergötland och ingår i Motala ströms huvudavrinningsområde.